# Roman Siedlecki
Roman Siedlecki (* 28. November 1954 in Łódź) ist ein ehemaliger polnischer Leichtathlet, der sich auf den Sprint spezialisier hat. Seinen größten Erfolg feierte er mit dem Gewinn der Silbermedaille in der 4-mal-320-Meter-Staffel bei den Halleneuropameisterschaften 1975 in Katowice.

## Sportliche Laufbahn
Erste internationale Erfahrungen sammelte Roman Siedlecki vermutlich im Jahr 1974, als er bei den Europameisterschaften in Rom mit 47,35 s in der ersten Runde im 400-Meter-Lauf ausschied. Im Jahr darauf gewann er bei den Halleneuropameisterschaften in Katowice mit der polnischen 4-mal-320-Meter-Staffel in 2:31,4 min gemeinsam mit Wiesław Puchalski, Jerzy Włodarczyk und Wojciech Romanowski die Silbermedaille hinter dem Team aus der Bundesrepublik Deutschland gewann. 
1974 wurde Siedlecki polnischer Meister im 400-Meter-Lauf.